# Federico Lacroze (stacja metra)
Federico Lacroze – stacja metra w Buenos Aires, na linii B. Znajduje się pomiędzy stacjami Dorrego a Tronador. Stacja została otwarta 17 października 1930.